# Печатка Мавританії

Печатка Мавританії

Печатка Мавританії (араб. شعار الجمهورية الإسلامية الموريتانية‎, фр. Sceau de la Mauritanie)  — один з офіційних державних символів Мавританії. Була створена на основі національного прапора Мавританії, прийнятого 1 квітня 1959 року.
У листопаді 2018 року на герб було додано червоний колір, аналогічно до зміни на прапорі, де дві червоні смуги символізують жертви, які принесли мавританці, захищаючи свою країну від французького колоніалізму.

## Опис
Кругла печатка має зелене тло на якому зображено золоті півмісяць та зірка, на краях написано фр. République islamique de Mauritanie та араб. الجمهورية الإسلامية الموريتانية (укр. «Мусульманська Республіка Мавританія»).

### Значення
Зелений і золотий кольори є панафриканськими кольорами. Зелений — символізує Іслам, золотий — піски пустелі Сахара. Півмісяць і зірка — символи Ісламу, головної релігії в країні.